# Двайта
 Двайта-веданта - напрям індійської філософії, дуалістична різновид веданти, створена Мадгвою. 

## Теорія пізнання
Мадгва визнає три прамани (джерела пізнання): сприйняття, логічний висновок і свідчення Вед. Веди - найважливіша прамана, вони містять не просто абсолютно достовірне знання, але знання рішуче про все, і цю інформацію з них можна отримати за допомогою належного тлумачення. Спираючись на Веди, можна логічно пізнати все, що завгодно, включаючи Ішвару (Бога, Владику світу, якого Мадгва ототожнював з Вішну). Те, що в Упанішадах говориться про невизначеності Брахману, означає лише, що його вкрай важко пізнати. Ілюзії і помилки в пізнанні виникають внаслідок неправильного трактування чогось існуючого. Світовий ілюзії в сенсі недійсності чого б то не було просто не може існувати: саме поняття помилкового пізнання може виникнути тільки в тому випадку, якщо пізнання буває і правильним, і ми в змозі відрізнити одне від іншого. Таким чином, саме уявлення про ілюзії свідчить про існування реальності. 

## Етика та звільнення
Отже, світ реальний, людина не тотожний Богу, і навіть серед звільнених душ існує жорстка ієрархія. Відповідно етичні та релігійні норми не можуть розглядатися як умовності. Потрібно дотримуватися релігійних обрядів, потрібно виконувати мирські обов'язки, що накладаються варною, тобто особистими якостями, і при цьому не бути прив'язаним до результатів своєї мирської діяльності (карма-йоґа). Ґ'яна-йоґа, пізнання Бога і наближення до нього власними силами, не може привести до спасіння. Найкращий же спосіб досягти звільнення - практика бгакті-йоґи, віддане служіння Господу. І після звільнення душі продовжують служити Господеві, маючи одну мету, і одну волю. Практика відданого служіння доступна всім, і серед усіх верств суспільства можуть знайтися обрані душі, що можуть вийти з сансари. 

## Онтологія

### Види реальності
Мадгва ділить все суще на сватантру (незалежну реальність) і паратантру (реальність залежну). До сватантри відноситься тільки верховний Бог - Вішну. Безособовість і невизначена вищої реальності відкидається. Весь інший світ - паратантра - не створений Богом, але вічно існує тільки завдяки Богу. Жіноча іпостась Вішну - Шрі, або Лакшмі, - також вічна, всепроникаюча і вічно вільна; вона є творчою енергією Вішну. Залежне (паратантра) ділиться на буття і небуття, буття - на духовне і недуховного. (Поняття буття у Мадгви дуже тонке і своєрідне. Вішну, хоча і вище від усякого потойбічного, залежного буття, не відноситься ні до небуття, ні до надбуття). Все, що відноситься до паратантри, гине в кінці кальп і потім знову відроджується. 
Вішну - тільки рушійна причина світу, він не створює світ з нічого. Але це не означає, що Вішну тільки дає світові первісний рух, а той вже розвивається за своїми законами. Воля Бога пронизує все. 

### Бог та індивідуальні душі
За Мадгвою, індивідуальна душа (Джива) не може бути тотожна Брахману. Більш того, вона не є частиною, відблиском або ще чим би то не було Брахмана. Вираз Упанішад «tat tvam asi» («те є ти») Мадхви тлумачить в сенсі подоби душі Ішвара. Джива вічно існують, мають свободу волі, але при цьому залежать від Вішну. Всі істоти діляться на безліч категорій і підкатегорій згідно зі ступенем заглибленості в сансару і здатності до звільнення. Одні вічно вільні (Лакшмі), інші звільняють себе (боги, предки і т.п.), треті занурені в сансару. З цих останніх деякі здатні до звільнення, деякі завжди будуть поневірятися у сансарі, а деякі приречені на вічні муки пекла. Подання про вічні муки для індуїзму надзвичайно нехарактерно, хоча деякі священні тексти індуїзму і можуть бути витлумачені таким чином. Ще більш нехарактерно для індійської думці уявлення про те, що власних зусиль для звільнення недостатньо: Бог по своїй волі обирає деякі душі для спасіння. Якщо додати до цього те, що спасіння можливе навіть не через Вішну безпосередньо, а тільки через посередника - Ваю - схожість з християнством в августиніянському трактуванні, давно зазначене дослідниками, стає вражаючим. Втім, інші автори бачать схожість Двайта-веданти з ісламом і навіть підозрюють прямий ісламський вплив. 